# Passalus maillei
Passalus maillei is een keversoort uit de familie Passalidae. De wetenschappelijke naam van de soort is voor het eerst geldig gepubliceerd in 1841 door Percheron.